# (34712) 2001 ON103
2001 ON103 (asteroide 34712) é um asteroide da cintura principal. Possui uma excentricidade de 0.13356490 e uma inclinação de 14.01612º.
Este asteroide foi descoberto no dia 29 de julho de 2001 por LONEOS em Anderson Mesa.